# Trzydnik Duży
Trzydnik Duży è un comune rurale polacco del distretto di Kraśnik, nel voivodato di Lublino.
Ricopre una superficie di 104,73 km² e nel 2004 contava 7 041 abitanti.